# Erbil (district)
Le district d'Erbil est l'un des districts de la province d'Arbil. Il a pour chef lieu la ville d'Erbil.